# شهرداری گولبن
شهرداری گولبن (به لاتین: Gulbene Municipality) یک شهرداری در لتونی است. شهرداری گولبن ۲۵٬۵۴۶ نفر جمعیت دارد.

## نگارخانه

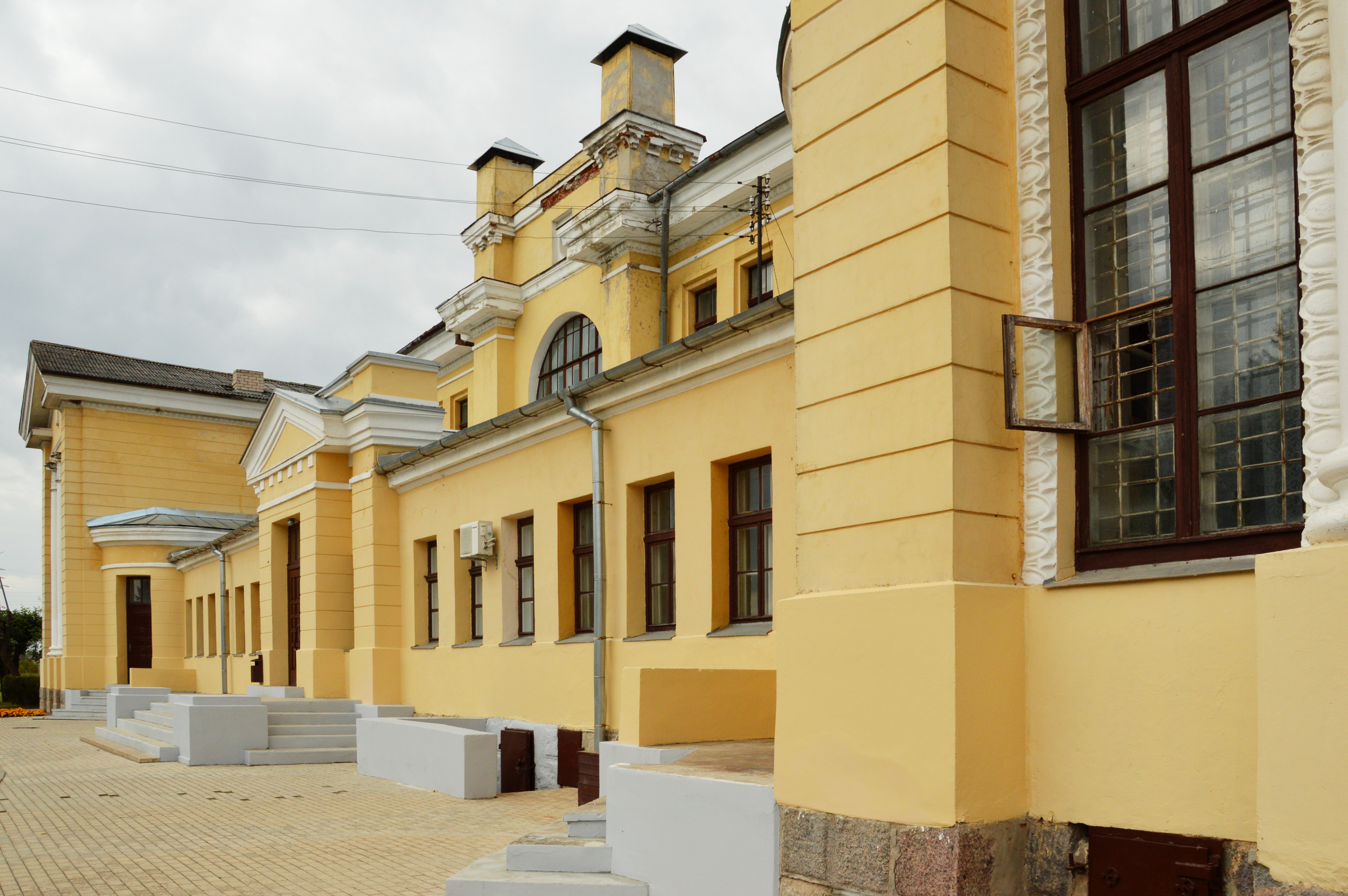
Gulbene
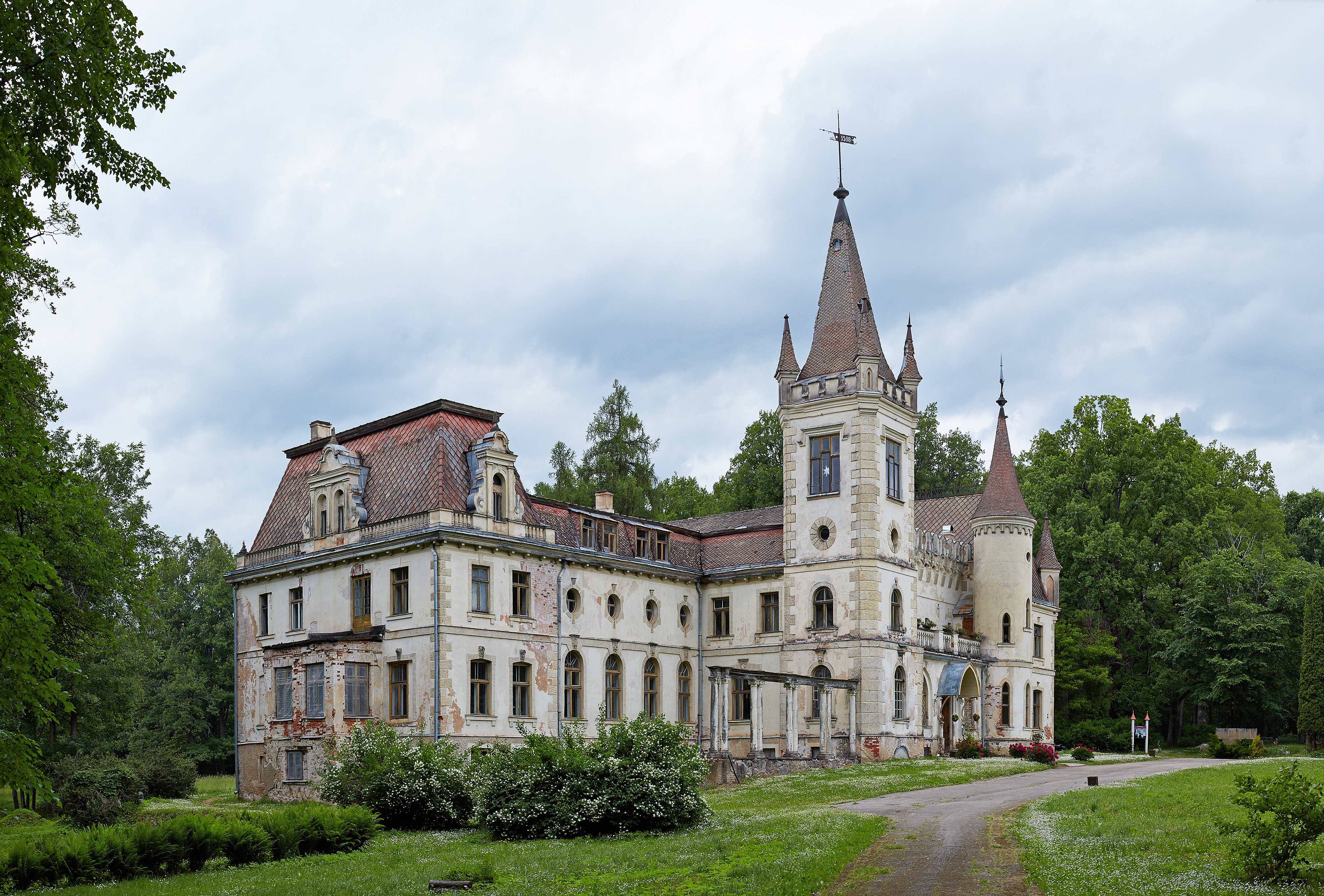
Stāmeriena
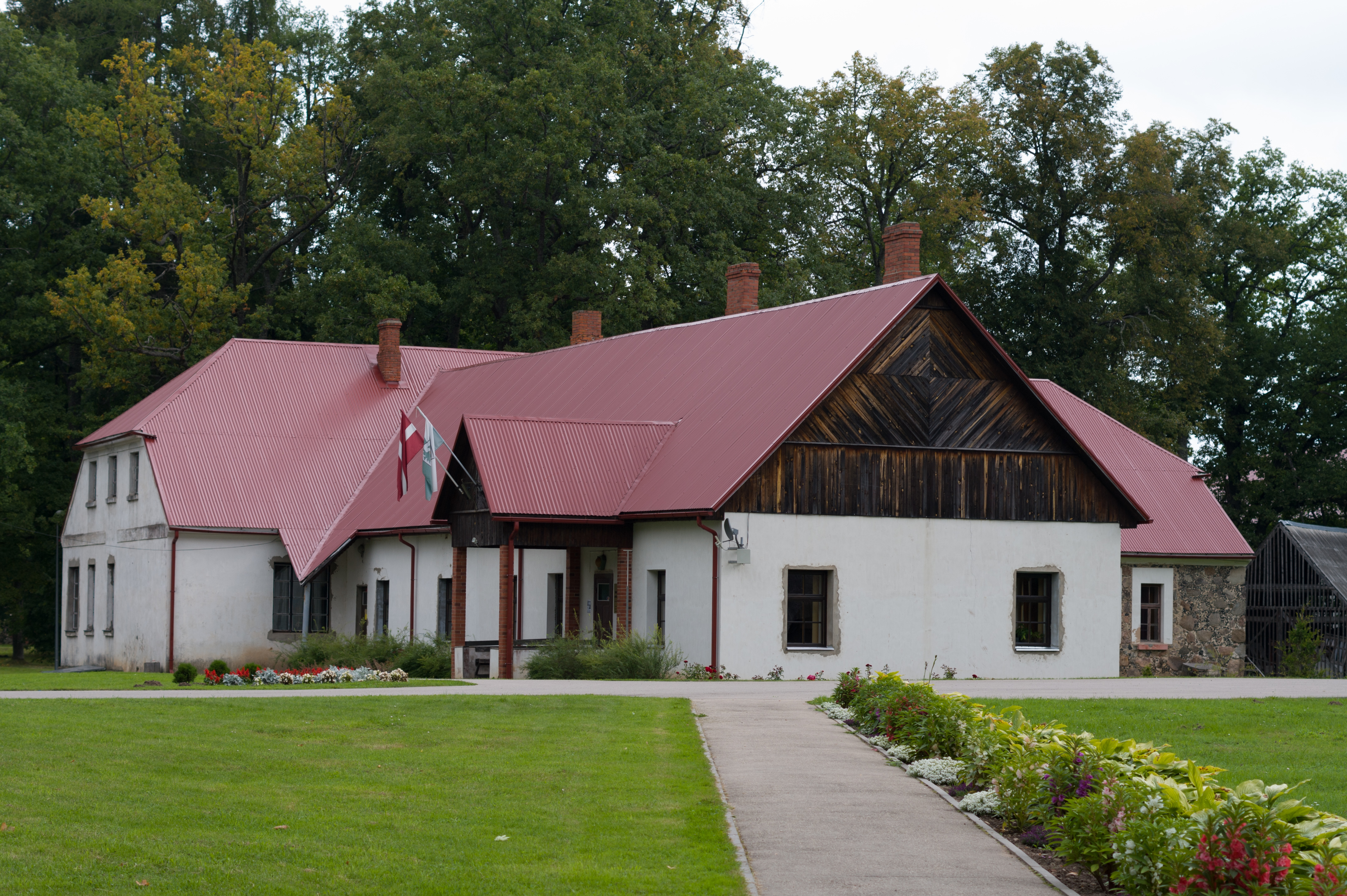
Litene
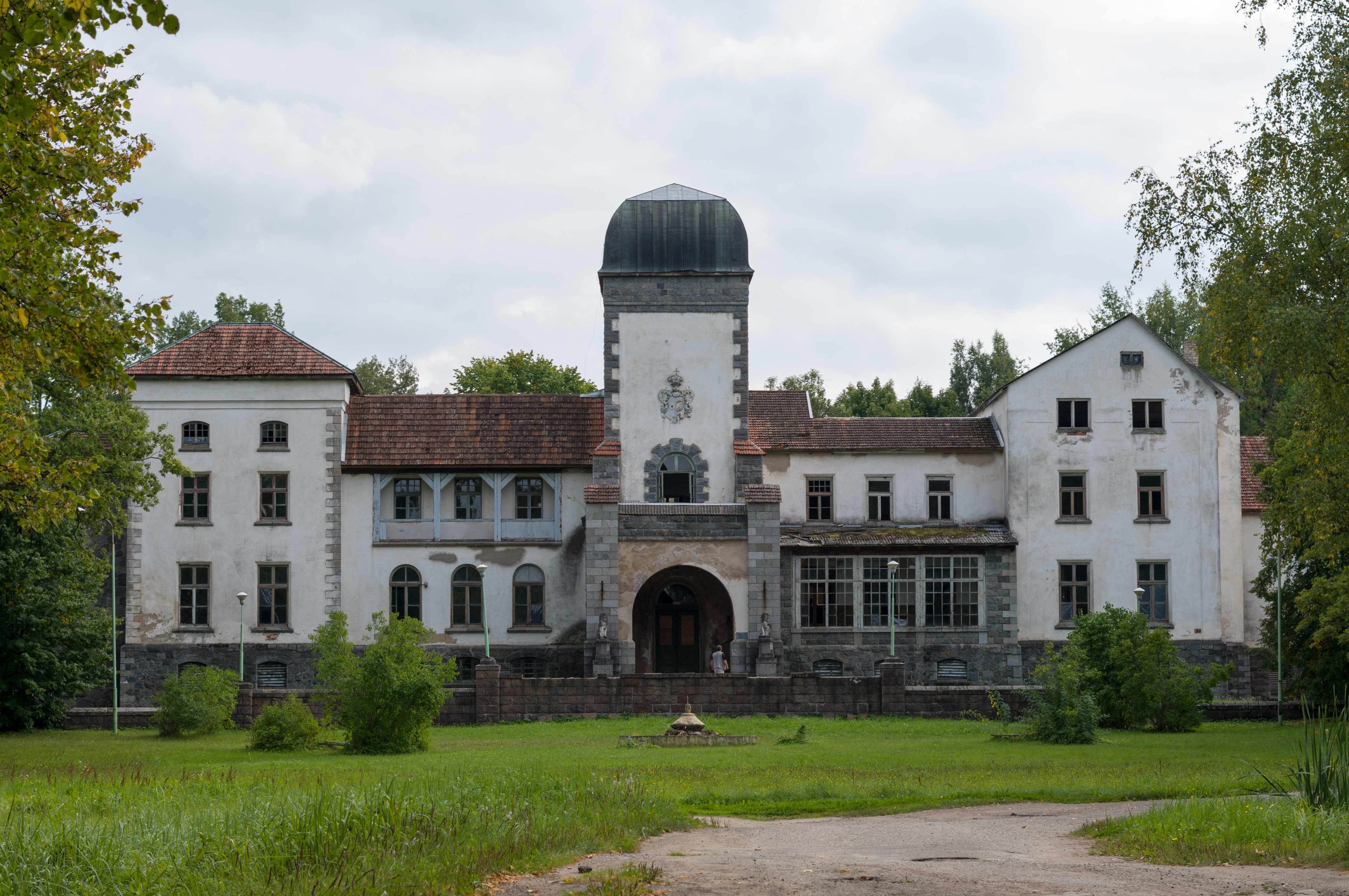
Jaungulbene